# Casa Pujol (Ripoll)
La Casa Pujol és una obra de Ripoll protegida com a Bé Cultural d'Interès Local.

## Descripció
La casa, situada al xamfrà de dos carrers, està formada per planta, pis i altell. A la planta baixa pel carrer Progrés hi ha dues obertures, mentre que pel carrer Ter hi ha cinc finestres i dos portals. El marc de les obertures i els baixos a nivell de carrer són de pedra picada. Al primer pis hi ha vuit balcons; les mènsules que aguanten els balcons són ferros de formes corbes. Al xamfrà o unió de les dues façanes hi ha una fornícula i a l'interior una imatge de Sant Antoni. A l'altell totes les obertures són rectangulars i de petit format. Sota coberta les bigues i les llates són de fusta. A les cantonades hi ha pedra picada. La coberta, de teula àrab, és a tres vessants. A la part posterior de la casa hi ha una galeria i el jardí de la casa.
La casa és el resultat de diverses obres i ampliacions realitzades entre els anys 10 i 30 del segle xx.